# HTC One X
HTC One X är en mobiltelefon (smartphone) av märket HTC. Modellen utgavs under april 2012 i flera europeiska länder. One X lanserades före Samsungs Galaxy S3. Telefonen har stöd för Nvidias Tegra 3.
De första One X som såldes levererades med operativsystemet Android version 4 och HTC:s "Sense" version 4.